# Franz Pfnür
Franz Xaver „Bi Dui“ Pfnür (* 21. November 1908 in Au/Berchtesgaden; † 21. September 1996 in Oberau/Landkreis Garmisch-Partenkirchen) war ein deutscher Skirennläufer. Bei den Olympischen Winterspielen 1936 in Garmisch-Partenkirchen wurde er der erste Olympiasieger im alpinen Skisport.

## Biografie
Pfnür startete für den Ski-Club Schellenberg. Bei den Skiweltmeisterschaften 1934 in St. Moritz gewann er in der Abfahrt und in der Kombination jeweils Silber. Im Slalom gelang es ihm, sich gegen den als unbezwingbar geltenden Favoriten David Zogg durchzusetzen, und Pfnür wurde Weltmeister. Weniger erfolgreich war seine Teilnahme an den Weltmeisterschaften 1935, wo er im Slalom Fünfter wurde. 1936 wurde er nicht nur Deutscher Meister in der Kombination, sondern in diesem Jahr gelang ihm auch der größte Erfolg seiner Karriere bei den Olympischen Winterspielen in Garmisch-Partenkirchen, bei denen erstmals alpine Skirennen auf dem Programm standen. In den beiden Rennen für die olympische Kombinationswertung lieferte er sich ein spannendes Duell mit Birger Ruud. In der Abfahrt musste sich Pfnür dem Norweger noch geschlagen geben. Im Slalom auf dem Gudiberg gelang es ihm dann, seinen Rückstand aufzuholen, und er wurde Olympiasieger. Da er sich nicht sicher war, ob er bei dem Slalom-Rennen alle Tore korrekt durchfahren hatte, fragte er am Ziel auf bayrisch: „Bi Dui?“ (hochdeutsch: „Bin ich durch?“), was ihm seither den Spitznamen „Bi dui“ einbrachte.
Nach den Olympischen Spielen wurde Pfnür von Adolf Hitler zum Kaffee in dessen Berghof in Obersalzberg eingeladen.
Pfnür war 1937 als Skilehrer an der Reichsschule für Leibesübungen des Reichsnährstandes auf Burg Neuhaus tätig. Zum 19. April 1937 trat er der SS bei (SS-Nummer 283.027) und wurde zum 11. September 1938 zum SS-Scharführer befördert. Am 11. Juli 1937 beantragte er die Aufnahme in die NSDAP und wurde rückwirkend zum 1. Mai desselben Jahres aufgenommen (Mitgliedsnummer 5.032.955).
Franz Pfnür starb im Alter von 87 Jahren und wurde auf dem Alten Friedhof in Berchtesgaden beigesetzt.

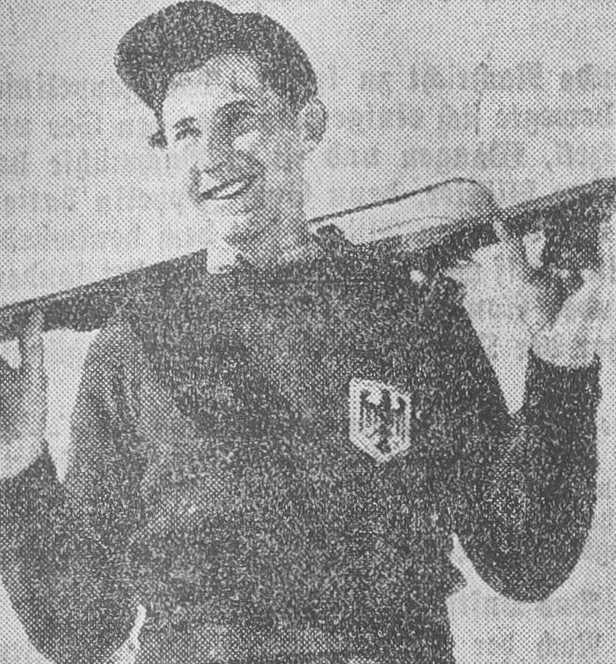
Franz Pfnür, Januar 1936
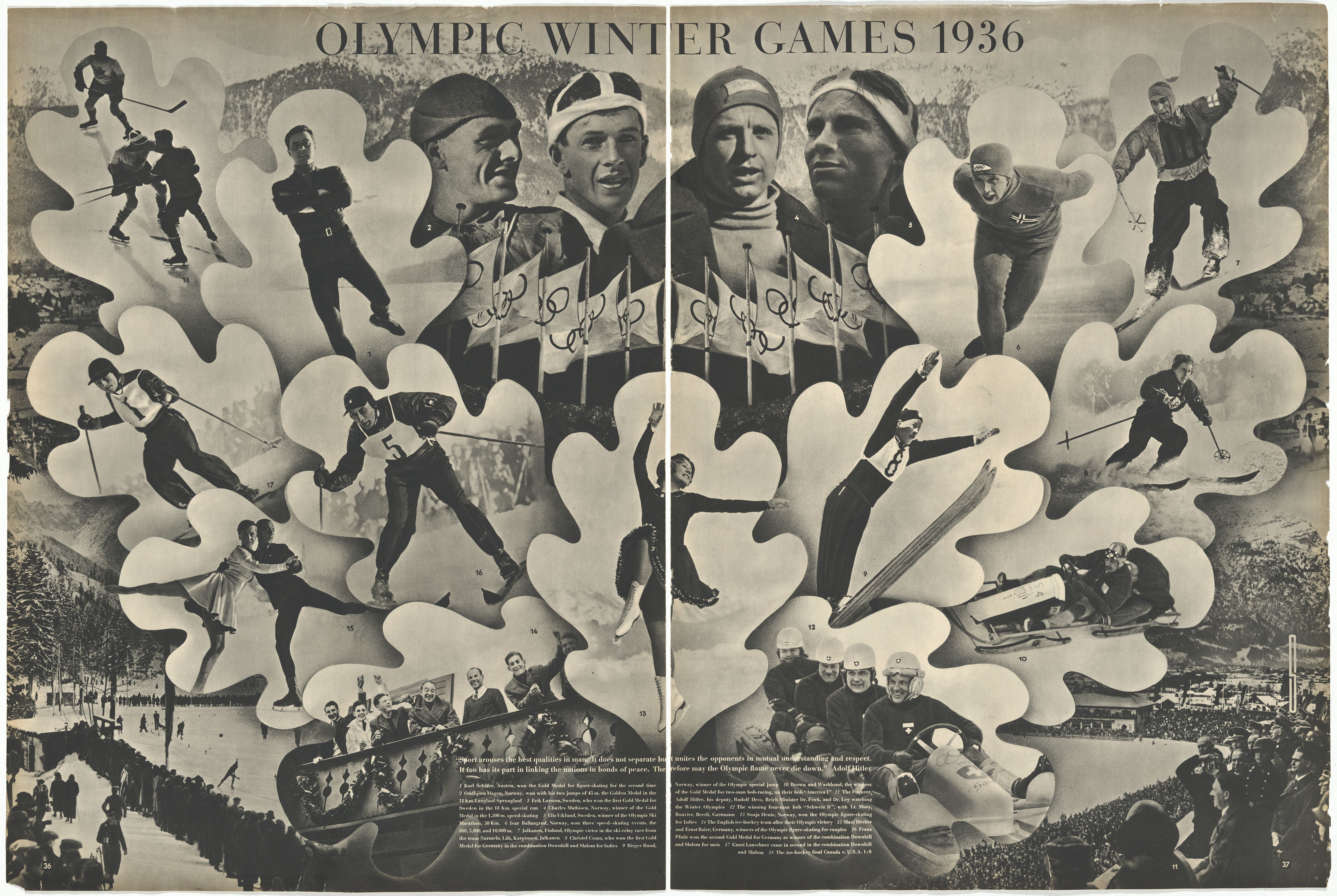
The American Illustrated News, August-October, 1936 (Olympic number); Abb. Pfnür ganz rechts in der Mitte
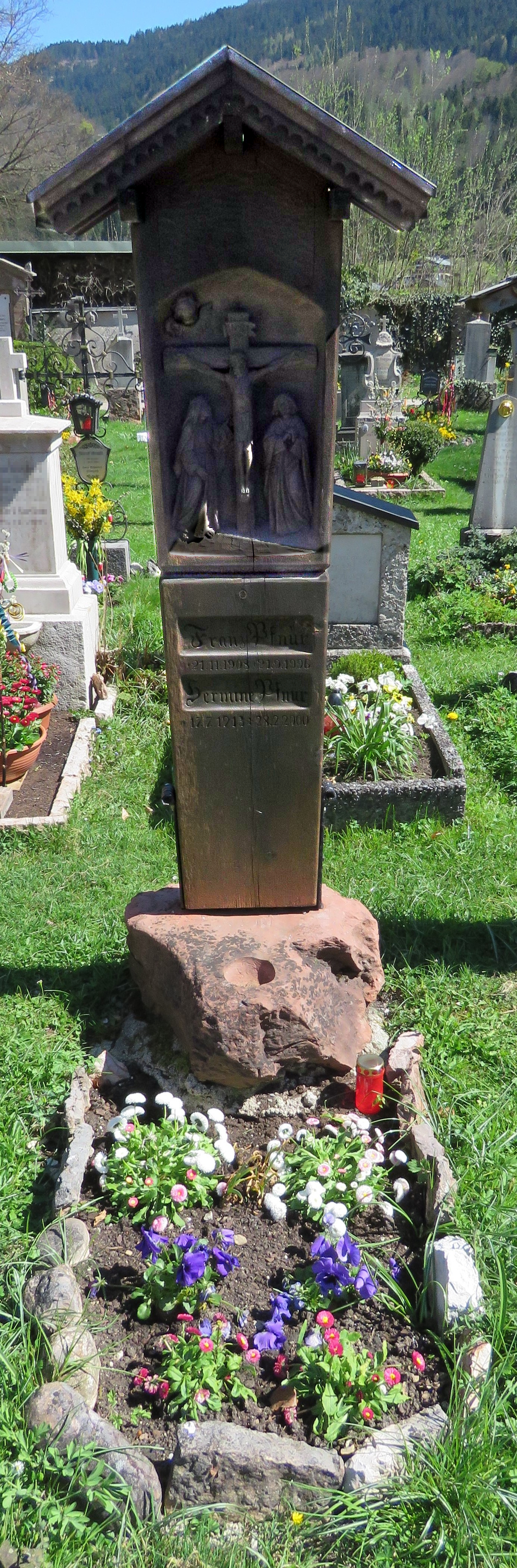
Grabstelle Franz Pfnür

## Statistik

### Olympische Winterspiele
- Garmisch-Partenkirchen 1936: 1. Kombination

### Alpine Skiweltmeisterschaften
- St. Moritz 1934: 1. Slalom, 2. Abfahrt, 2. Kombination
- Mürren 1935: 5. Slalom